# Dollaro di Penang
Il dollaro è stato la valuta di Penang tra il 1786 e il 1826. Era suddiviso in 100 cent, o  pice, ed era uguale al cosiddetto dollaro spagnolo. Fu  introdotto dopo che la East India Company acquistò l'isola nel 1786. Nel 1826, la rupia indiana fu dichiarata a corso legale in Penang con un valore di 48 pice. Il dollaro ridivenne nuovamente la moneta di Penang con l'introduzione del dollaro dello Stretto.
Tra il 1786 e il 1788 furono emesse monete nei valori di  1/10, ½ e 1 cent (rame), 1/10, ¼ e ½ dollaro (argento). Tra il 1800 e il 1809 furono emesse delle grandi monete da 1 cent di stagno, seguite da monete di rame da ½ e 1 cent il 1810. Il 1826 furono battute monete di rame da  ½, 1 e 2 cent che furono battute anche nel 1828, dopo che il dollaro era stato sostituito dalla rupia.